# Partido Libertario (Reino Unido)
El Partido Libertario, también conocido como Libertarian Party UK (o LPUK), es un partido político libertario del Reino Unido. El partido se describe a sí mismo como "Mayoritariamente en el ámbito minarquista" y fue fundado el 1 de enero del 2008 bajo la guía de Patrick Vessey, quien lo registro con la comisión electoral el 21 de noviembre de 2007. El 17 de septiembre del año 2008 Patrick Vessey renunció como líder del partido y fue remplazado por Ian Parker-Joseph. El 28 de noviembre de 2010, Andrew Withers fue elegido líder del partido.
Según las cuentas de la comisión electoral, el partido tenía 314 miembros para el final del 2008, y una entrada de £3,395. Para diciembre del 2009 el partido contaba con 500 miembros.
El partido participó en las Elecciones generales del Reino Unido de 2010.
Andrew Withers fue elegido como concejal independiente en Clevedon, North Somerset.

## Visión política
La plataforma política del partido libertario refleja como en su nombre la visión del libertarismo, favoreciendo los mercados mínimamente regulados, mercados laissez-faire y fuertemente el derecho a la libertad individual. Las principales políticas son bajar los impuestos sobre los ingresos y la reducción de la "cinta roja" en los negocios. Sus políticas sociales incluyen restricciones mínimas a la libertad de expresión, la descentralización del sistema educativo, y la introducción del sistema de voucher escolar. El partido favorece la salida de la Unión Europea y una reforma a la membresía a las Naciones Unidas por una política exterior de no intervención. En el sistema de salud, el partido cree en la descentralización del Servicio Nacional de Salud y la "migración del sistema monopólico del estado a un sistema basado en seguros".